# Gazivode (Sokolac)
Pour l’article homonyme, voir Gazivode.
Gazivode (en serbe cyrillique : Газиводе) est un village de Bosnie-Herzégovine. Il est situé sur le territoire de la ville d'Istočno Sarajevo, dans la municipalité de Sokolac et dans la république serbe de Bosnie. Selon les premiers résultats du recensement bosnien de 2013, il compte 129 habitants.

## Géographie
Le village est situé au bord de la rivière Rešetnica.

## Démographie

### Évolution historique de la population dans la localité
| 1948 | 1953 | 1961 | 1971 | 1981 | 1991 | 2013 |
| ---- | ---- | ---- | ---- | ---- | ---- | ---- |
| -    | -    | 213  | 173  | 132  | 130  | 129  |

|  |

### Répartition de la population par nationalités (1991)
En 1991, les 130 habitants du village étaient tous serbes.